# غوادالاخارا
غوادالاخارا أو وادي الحجارة (بالإسبانية: Guadalajara)‏ هي عاصمة ولاية خاليسكو المكسيكية. تقع في منطقة المحيط الهادي الغربية. تعرف بعدة ألقاب منها "La Perla del Occidente" (لؤلؤة الغرب)، و"Ciudad de las Rosas" (مدينة الورد). وتشتهر المدينة بصناعة الزجاجيات والفخاريات. عدد سكانها 1 646 183 نسمة. مساحتها تبلغ 187.9 كم2، وهي ثاني أكبر مدن المكسيك.
تأسست وادي الحجارة بواسطة الإسبان في عام 1531. في عام 1810 احتلها زعيم الاستقلال ميغيل هيدالغو إي كوستيا. منذ عام 1940 أصبحت إحدى المدن الصناعية الرئيسية بينما لا تزال تحتفظ بالتجارة الزراعية الغنية. بني قصر الحاكم في عام 1743، وهو أحد الأمثلة المعمارية المكسيكية الإسبانية المشهورة. يوجد في وادي الحجارة جامعتان جامعة وادي الحجارة وجامعة أخرى. تعرف المدينة بمناظرها الخلابة، وهي محاطة بالجبال.
تأتي تسمية المدينة نسبة إلى مدينة تحمل نفس الاسم في إسبانيا، التي ينحدر اسمها من التسمية العربية للمدينة «وادي الحجارة» أثناء حكم المسلمين للأندلس.

## توأمة
لوادي الحجارة اتفاقيات توأمة مع كل من:
- إشبيلية
- بلد الوليد
- وادي الحجارة
- داوني
- لاريدو
- لانسنغ
- سيغالس
- ألباكركي
- توسان
- بورتلاند
- سان أنطونيو
- ميلانو
- دبلن
- أونياتي
- مدينة مكسيكو (1996 -)
- كولياكان (12 ديسمبر 2011 -)
- Culiacán Municipality [الإنجليزية]‏ (12 ديسمبر 2011 -)
- كيوتو (20 أكتوبر 1980 -)
- كراكوف
- أريكيبا
- براونزفيل
- هاغاتنيا
- تيغوسيغالبا
- خولياكا
- ماراكايبو [12]

## أعلام
- غايل غارسيا برنال
- تشيشاريتو
- رودريغو رويز
- أندريس غواردادو
- جييرمو ديل تورو
- جايمي غوميز
- غييرمو أوتشوا
- بيدرو دي ألفارادو
- خوان غارسيا أوليفر
- خوسيه سالازار لوبيز